# 小塘蔡氏墓群
小塘蔡氏墓群，是位于中国福建省宁德市蕉城区漳湾镇下凡村小塘自然村的一群清代古墓葬，2013年10月入选蕉城区第七批文物保护单位。
小塘蔡氏墓群由蔡志谅墓、蔡万源墓和蔡光均墓组成，建于清朝年间，皆由花岗岩、三合土构筑，平面均呈风字形。